# Казнов, Фёдор Васильевич
Фёдор Васильевич Казнов (19 апреля (2 мая) 1911, Межи, Нерехтский уезд, Костромская губерния, Российская империя — сентябрь 1990, Переделкино, Московская область, РСФСР) — советский партийный и государственный деятель, председатель Ивановского (1951—1955) и Калининского (1956—1973) облисполкомов.

## Биография
Член ВКП(б) с 1931 г. В 1946 г. окончил Высшую школу партийных организаторов при ЦК ВКП(б), в 1949 г. — Высшую партийную школу при ЦК ВКП(б) (заочно), в 1956 г. — Курсы переподготовки при ЦК КПСС.
- 1928—1930 гг. — секретарь Межевского сельского Совета (Костромская губерния — Ивановская Промышленная область),
- 1930—1931 гг. — председатель Межевского сельского Совета,
- 1931—1932 гг. — инструктор Родниковского районного организационного отдела (Ивановская Промышленная область),
- 1932—1933 гг. — председатель Межевского сельского Совета,
- 1933—1934 гг. — в РККА,
- май-август 1934 г. — председатель Межевского сельского Совета,
- 1934—1935 гг. — уполномоченный Родниковского районного Союза потребительских обществ по хлебозакупкам,
- февраль-август 1935 г. — председатель Межевского сельского Совета,
- 1935—1937 гг. — инструктор Родниковского районного комитета ВКП(б),
- май-декабрь 1937 г. — заместитель директора Горкинской машинно-тракторной станции (Родники Ивановской области),
- 1937—1938 гг. — председатель исполнительного комитета Родниковского районного Совета,
- 1938—1939 гг. — первый секретарь Родниковского районного комитета ВКП(б),
- 1939—1940 гг. — заведующий сектором советских м профсоюзных кадров, сектором партийных кадров, заместитель заведующего отделом кадров Ивановского областного комитета ВКП(б),
- 1940—1941 гг. — начальник Ивановского областного управления трудовых ресурсов,
- 1941—1942 гг. — заведующий организационно-инструкторским отделом Ивановского областного комитета ВКП(б),
- 1942—1945 гг. — заместитель председателя исполнительного комитета Ивановского областного Совета,
- 1946—1948 гг. — заведующий сельскохозяйственным отделом Ивановского областного комитета ВКП(б),
- 1948—1951 гг. — второй секретарь Ивановского областного комитета ВКП(б),
- 1951—1955 гг. — председатель исполнительного комитета Ивановского областного Совета,
- 1956—1957 гг. — и. о. председателя исполнительного комитета Калининского областного Совета,
- 1957—1962 гг. — председатель исполнительного комитета Калининского областного Совета,
- 1962—1964 гг. — председатель исполнительного комитета Калининского сельского областного Совета,
- 1964—1973 гг. — председатель исполнительного комитета Калининского областного Совета.

Депутат Совета Союза Верховного Совета СССР 4-го, 5-го и 6-го созывов. Депутат Верховного Совета РСФСР 7-го и 8-го созывов.
С марта 1973 г. на пенсии.

## Награды и звания
Награждён орденами Октябрьской Революции, Трудового Красного Знамени и «Знак Почета».